# Istana Negara w Kuala Lumpur

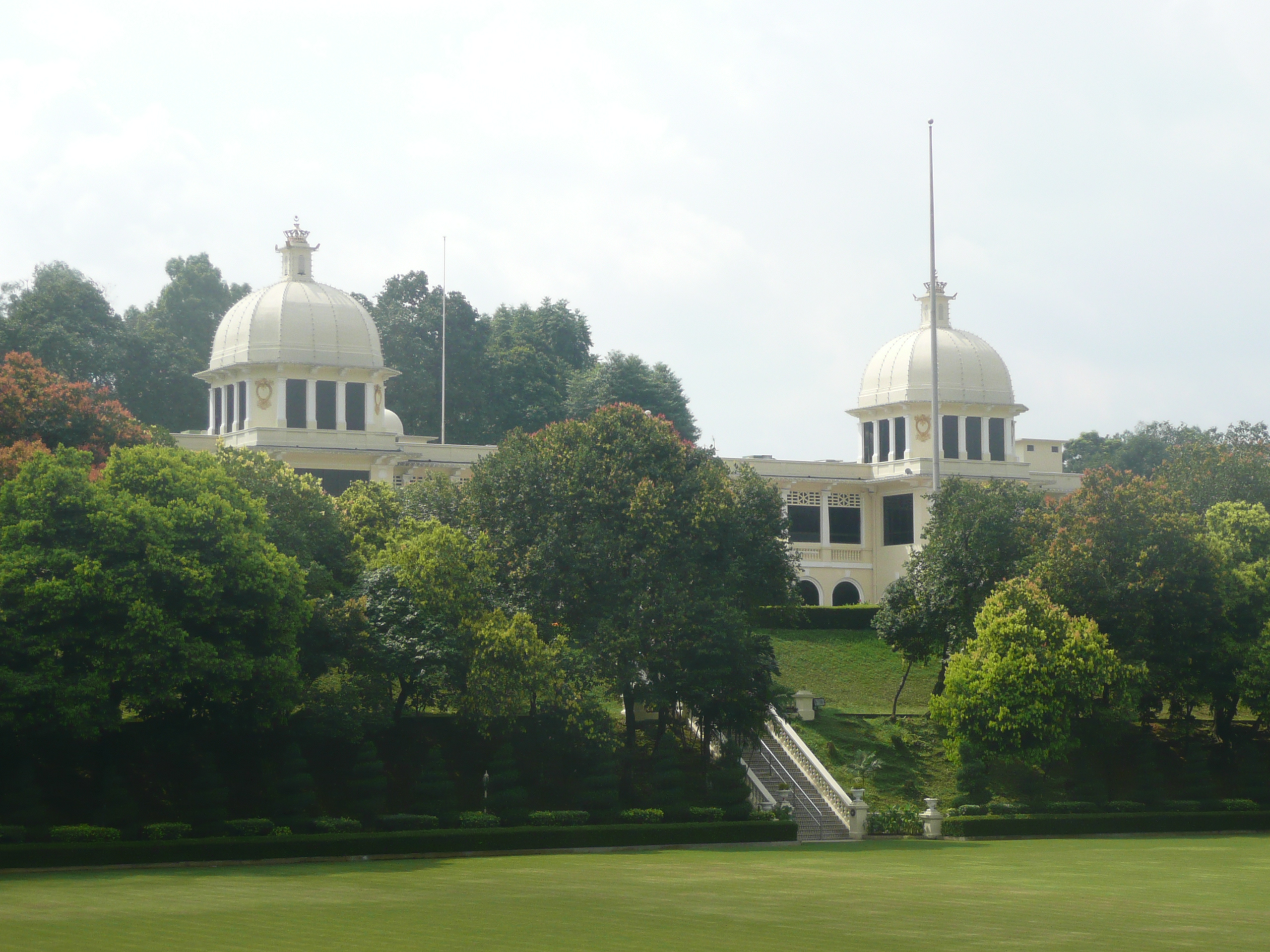
Istana Negara w Kuala Lumpur

Istana Negara (pol. „Pałac Narodowy”) – oficjalna rezydencja króla Malezji w Kuala Lumpur. Usytuowana jest na zboczu Bukit Petaling nad rzeką Klang.

## Historia
Budowlę wzniósł w 1928 roku chiński milioner Chan Wing. W czasie II wojny światowej była zajmowana przez armię japońską, po kapitulacji Japończyków wykupił ją rząd stanu Selangor. Po renowacji służyła jako siedziba sułtana Selangoru do roku 1957. W tymże roku rząd federalny przekształcił ją w Pałac Narodowy nowo powstałej Federacji Malajskiej.